# فرامرز ظلي
فرامرز ظلي (31 ديسمبر 1940م - 2025)، هو لاعب كرة قدم إيراني، لعب مع نادي شرق لدرجة الشباب سنة 1958م، ولعب مع نادي كيان سنة 1962م ونادي باس طهران سنة 1964م، ونادي تاج عام 1970م، ولعب مع منتخب بلاده مباراتين من سنة 1962 لسنة 1969م.

## وصلات خارجية
- فرامرز ظلي على موقع ناشيونال فوتبول تيمز (الإنجليزية)